# Міжнародна організація законодавчої метрології
Міжнародна організація законодавчої метрології, МОЗМ (фр. Organisation Internationale de Métrologie Légale, OIML, англ. International Organization of Legal Metrology)  —  всесвітня міжурядова організація, первинною метою якої  є гармонізація регуляторних актів та процедур метрологічного контролю, які застосовуються національними метрологічними службами або відповідними органами країн-членів.. Відповідно до Конвенції про створення МОЗМ її  діяльність сприяє глобальній гармонізації законодавства в сфері метрології та направлена на правове забезпечення економіки ефективною метрологічною інфраструктурою, взаємно сумісною та міжнародно визнаною в усіх сферах, що регулюються на державному рівні, задля спрощення торгівлі, формування взаємної довіри і узгодження ступеня захисту прав споживачів в усьому світі.

## Законодавча метрологія
Законодавча метрологія є практикою і процесом застосування законодавчого регулювання в метрології. Охоплює всі види діяльності, стосовно яких здійснюється державне регулювання щодо вимірювань, одиниць вимірювання, засобів вимірювальної техніки або систем та методів вимірювання; Ця діяльність виконуються державними установами або від їх імені для забезпечення відповідного рівня довіри до результатів вимірювань в рамках національного законодовчого поля.
Законодавча метрологія включає чотири основні види діяльності:
-         розробка правових документів (законів, постанов, регламентів тощо);
-         контроль/оцінка відповідності товарів та видів діяльності, що регулюються;
-         нагляд за товарами та видами діяльності, що регулюються;
-         створення необхідної інфраструктури для точних вимірювань.

## Історія
Конвенція про створення МОЗМ була підписана делегатами 24-х країн 12 жовтня 1955 року у Парижі, Франція. Відповідно до Конвенції будь-яка країна може до неї приєднатися і стати членом МОЗМ, отримавши ті ж права, що й країни, які приєдналися раніше. Вже в 1972 році  число країн-членів МОЗМ досягло 36-ти  і надалі продовжувало зростати.
На 4-ій Міжнародній конференції в 1972 році її цілі були доповнені узагальненими формулюваннями, які відображали суть основних задач МОЗМ. На наступних конференціях ці задачі доповнювалися у відповідності з розвитком сертифікації, стандартизації систем якості на основі міжнародних стандартів ISO серії 9000. Так, на 8-ій Конференції в 1988 році в число актуальних задач були включені дослідження методів повірки засобів вимірювань у виробників з урахуванням діючих у них систем якості за ISO серії 9000.
В 1991 році була заснована Система сертифікатів МОЗМ .

## Структура МОЗМ
Найвищим органом МОЗМ є Міжнародна конференція законодавчої метрології, виконавчим органом якої є Міжнародний комітет законодавчої метрології. Роботу Міжнародної конференції та Міжнародного комітету законодавчої метрології забезпечує Міжнародне бюро законодавчої метрології, яке, по суті, виконує функції секретаріату МОЗМ.

### Міжнародна конференція законодавчої метрології
Міжнародна конференція законодавчої метрології збирається не рідше одного разу на 6 років за рішенням голови Комітету або (за неможливості) директора Бюро, якщо до нього надійдуть прохання не менше ніж від половини членів Комітету.
Країни-члени делегують для участі в роботі Конференції не більше 3-ох делегатів, принаймні один з яких має бути (за можливості) чиновником служби, що займається питаннями законодавчої метрології. З делегатів лише один має право голосу, інші мають повноваження лише у виняткових випадках на прохання Комітету за цілковито визначеними питаннями. Країни-спостерігачі можуть делегувати на конференцію своїх представників, які матимуть дорадчий голос. Крім того, як спостерігачі в роботі Конференції можуть брати участь країни або регіональні союзи, які не є членами МОЗМ, та міжнародні організації, діяльність яких пов'язана з діяльністю МОЗМ.
Конференція вибирає на час роботи сесії із учасників президента та 2-х віце-президентів. Функції секретаря виконує директор Бюро.
Конференція вирішує наступні задачі:
- вивчає питання, що стосуються цілей МОЗМ та приймає рішення за ними
- забезпечує створення керівних органів МОЗМ, а також вибирає членів Комітету та затверджує їх кооптацію
- вивчає та затверджує доповіді, надані по закінченні робіт організаціями законодавчої метрології, створеними відповідно до Конвенції.

Питання, які стосуються законодавства чи управління конкретної країни, не можуть розглядатися на конференції, якщо це не є предметом особливого прохання цієї країни.
Рішення Конференції вважаються прийнятими, якщо число присутніх країн-членів не менше 2/3 загального числа країн членів і якщо вони отримали не менше 4/5 поданих голосів. Однак з питань організації управління, адміністрування, внутрішнього розпорядку Конференції, Комітету чи Бюро достатньо абсолютної більшості поданих голосів.
Країни-члени несуть моральні зобов'язання за впровадження рішень Конференції.

### Міжнародний комітет законодавчої метрології
Задачі, поставлені Конференцією, виконуються Міжнародним комітетом законодавчої метрології (МКЗМ).
Комітет складається не більше ніж з двадцяти членів від різних країн-членів з числа їх громадян за умови погодження кандидатур з урядами відповідних країн. Вони повинні бути чиновниками служби, яка займається вимірювальними приладами або виконує функції в галузі законодавчої метрології. Члени Комітету обираються на шість років та можуть бути переобрані. Член Комітету, що був відсутній на двох сесіях підряд, вважається таким, що вибув.
Члени Комітету беруть участь в засіданнях Конференції з дорадчим голосом. Разом з тим вони можуть бути делегатами на Конференції від свого уряду.
Комітет обирає зі свого складу голову та двох співголів на шість років. Директор Бюро виконує функції секретаря.
Комітет збирається на засідання не рідше одного разу на два роки за рішенням голови або (в разі неможливості) за рішенням директора Бюро, якщо до нього надійдуть прохання хоча б від половини членів Комітету. Сесії проходять у Франції, однак інформаційні засідання можуть проходити в будь-якій країні-члені. Рішення вважаються прийнятими, якщо число присутніх на засіданні не менше 3/4 загального числа членів Комітету і якщо вони отримали не менше 4/5 поданих голосів. В періоди між сесіями Комітет може приймати рішення шляхом листування.
Комітет доручає спеціальні дослідження чи лабораторні роботи компетентним службам країн-членів після отримання від них формальної згоди. Комітет також доручає деякі роботи в постійному чи тимчасовому порядку робочим групам або технічним чи юридичним експертам, які діють відповідно до встановленого порядку.
Директор Бюро координує всі роботи. Він виконує роль секретаріату для цих робочих груп чи груп експертів.

### Міжнародне бюро законодавчої метрології
Міжнародне бюро законодавчої метрології (МБЗМ) має статус юридичної особи. Воно  забезпечує роботу Конференції та Комітету і перебуває під керуванням та контролем Комітету.
Комітет обирає директора Бюро та персонал. Директор Бюро може наймати на постійну або тимчасову роботу службовців чи агентів. Він забезпечує роботу Бюро під контролем і згідно з директивами Комітету, а також є секретарем Конференції та Комітету, розпоряджається бюджетом МОЗМ.
Бюро організовує засідання Конференції та Комітету, видає інформаційні матеріали, веде фонд документації, займається пропагуванням досягнень в галузі метрології, організовуючи експозиції в своїх демонстраційних залах, забезпечує обмін інформацією між членами МОЗМ, щоквартально випускає французькою мовою "Бюлетень МОЗМ".

## Технічна діяльність МОЗМ

### Технічні Комітети та Підкомітети МОЗМ
Технічна діяльність МОЗМ здійснюється Технічними комітетами (ТК) та Підкомітетами (ПК) МОЗМ.
ТК відповідають за конкретну область метрології.  За станом на  лютий 2017 року в МОЗМ зареєстровано 18 Технічних комітетів.
| ТК1. Термінологія                                   | ТК7. Засоби вимірювань довжини та пов’язаних величин      | ТК13. Засоби вимірювань акустики та вібрації          |
| ТК2. Одиниці вимірювань                             | ТК8. Вимірювання кількості рідин                          | ТК14. Засоби вимірювань, що використовуються в оптиці |
| ТК3. Метрологічний контроль                         | ТК9. Засоби вимірювань маси та густини                    | ТК15. Засоби вимірювань йонізівного випромінювання    |
| ТК4. Еталони та пристрої для повірки і калібрування | ТК10. Засоби вимірювань тиску, сили та пов’язаних величин | ТК16. Засоби вимірювань забруднень                    |
| ТК5. Загальні вимоги до засобів вимірювання         | ТК11. Засоби вимірювань температури та пов’язаних величин | ТК17. Засоби фізико-хімічних вимірювань               |
| ТК6. Фасовані продукти                              | ТК12. Засоби вимірювань електричних величин               | ТК18. Засоби вимірювань медичного призначення         |

В рамках ТК може функціонувати кілька підкомітетів. ПК ведуть конкретні теми у відповідній області метрології. На початок лютого 2017 функціонує 45 Підкомітетів.

### Консультативна група з питань країн та економік з метрологічними системами, що формуються
З метою сприяння становленню метрологічної інфраструктури в країнах, що розвиваються, в МОЗМ до 2004 року фукнкціонувала Рада з розвитку МОЗМ. З 2004 по 2008 рік замість Ради розвитку функціонувала Постійна робоча група для країн, що розвиваються, яка в 2008 році була замінена на Посередника з питань країн, що розвиваються.  В 2013 році Міжнародний комітет законодавчої метрології створив Консультативну групу з питань країн та економік з метрологічними системами, що формуються. Консультативна група виступає як тимчасовий орган.
Склад Консультативної групи: 
- Голова МКЗМ та його заступники за посадою;
- директор МБЗМ за посадою;
- представники регіональних організацій законодавчої метрології;
- добровольці із числа членів МКЗМ;
- експерти, включені за рішенням консультативної групи.

Голова консультативної групи призначається МКЗМ.
Всі члени групи (за винятком тих, хто за посадою) призначаються чи включаються до складу на трирічний термін з можливістю повторного призначення без обмежень.
Консультативна група збирається не рідше одного разу на рік.
Перед Консультативною групою поставлені наступні задачі:
- запуск вебсторінок, орієнтованих на вирішення проблем відповідних країн, в основному для обміну інформацією та підтримання зв'язку;
- дослідження потреб країн, що розвиваються;
- створення бази даних експертів для консультаційної роботи;
- збирання та обмін інформацією, яка допоможе країнам, що розвиваються, в створенні законів та нормативних актів для їх національних метрологічних інфраструктур:
- організація розробки настанов та процедур, які спираються на Рекомендації та Документи МОЗМ;
- організація семінарів за вибраною тематикою;
- укріплення стосунків з регіональними метрологічними організаціями для спільної роботи над проектами, які представляють взаємний інтерес.

## Членство в МОЗМ
У МОЗМ запроваджені дві категорії членства — країни-члени та країни-спостерігачі. Країни-члени - це країни, які фінансують діяльність МОЗМ та беруть активну участь у її діяльності. Країни-спостерігачі — країни, які хочуть отримувати інформацію про діяльність МОЗМ, але з тих чи інших причин не можуть або не хочуть бути країною-членом. За станом на лютий 2017 року в  МОЗМ нараховується 62 країни-члени та 64 країни-спостерігачі.
Країни-члени
 Албанія

 Алжир

 Австралія

 Австрія

 Білорусь

 Бельгія

 Бразилія

 Болгарія

 Камбоджа

 Канада

 Камерун

 КНР

 Колумбія

 Хорватія

 Куба

 Кіпр

 Чехія

 Данія

 Єгипет

 Фінляндія

 Франція

 Німеччина

 Греція

 Угорщина

 Індія

 Індонезія

 Іран

 Ірландія

 Ізраїль

 Італія

 Японія

 Казахстан

 Кенія

 Південна Корея

 Північна Македонія

 Монако

 Марокко

 Нідерланди

 Нова Зеландія

 Норвегія

 Пакистан

 Польща

 Португалія

 Румунія

 Росія

 Саудівська Аравія

 Сербія

 Словаччина

 Словенія

 ПАР

 Південна Корея

 Іспанія

 Шрі-Ланка

 Швеція

 Швейцарія

 Танзанія

 Таїланд

 Туніс

 Туреччина

 Україна

 Велика Британія

 США

 Замбія

Країни-спостерігачі
 Аргентина

 Бахрейн

 Бангладеш

 Барбадос

 Бенін

 Боснія і Герцеговина

 Ботсвана

 Буркіна-Фасо

 Камбоджа

 Республіка Китай

 Коста-Рика

 Домініканська Республіка

 Естонія

 Фіджі

 Габон

 Гамбія

 Грузія

 Гана

 Гватемала

 Гвінея

 Гонконг

 Ісландія

 Йорданія

 Кувейт

 Киргизстан

 Латвія

 Ліберія

 Лівія

 Литва

 Люксембург

 Мадагаскар

 Малаві

 Малайзія

 Мальта

 Мавританія

 Маврикій

 Мексика

 Молдова

 Монголія

 Чорногорія

 Мозамбік

 Намібія

 Непал

 Нігерія

 Північна Корея

 Оман

 Панама

 Папуа Нова Гвінея

 Парагвай

 Перу

 Катар

 Руанда

 Сейшельські Острови

 Сьєрра-Леоне

 Сінгапур

 Судан

 Сирія

 Таїланд

 Тринідад і Тобаго

 ОАЕ

 Уругвай

 Узбекистан

 Зімбабве

Питаннями вступу до МОЗМ опікується Міжнародне бюро законодавчої метрології.

## Публікації МОЗМ
МОЗМ видає публікації, які поділяються на кілька категорій, основними з яких є:
- міжнародні Рекомендації (OIML R), які є модельними регуляторними актами, що встановлюють вимоги до метрологічних характеристик певних засобів вимірювальної техніки та визначають методи і обладнання для перевірки їх відповідності цим вимогам. Країни-члени МОЗМ мають застосовувати ці Рекомендації, наскільки це можливо
- міжнародні Документи (OIML D), які є інформативними  та призначені для гармонізації і покращення роботи в сфері законодавчо регульованої метрології.
- міжнародні настанови (OIML G), які також є інформативними  і призначені  надати настанови щодо застосування певних вимог в сфері законодавчо регульованої метрології
- міжнародні базові публікації (OIML В), які визначають правила функціонування різноманітних структур та систем МОЗМ
- словники (Vocabularies (OIML V))

Проекти рекомендацій, документів та настанов МОЗМ розробляються Проектними Групами, пов’язаними з  Технічними Комітетами та Підкомітетами, які складаються з представників країн-членів МОЗМ. Певні міжнародні та регіональні організації також беруть участь на консультативній основі. Угоди про співробітництво укладаються між МОЗМ та такими установами як ISO та МЕК з метою запобігання суперечливості вимог.  Відповідно виробники та користувачі вимірювальних приладів, випробувальні лабораторії та інші зацікавлені сторони  можуть одночасно застосовувати публікації МОЗМ та інших організацій.
Міжнародні рекомендації і документи публікуються англійською та перекладаються на французьку мову і періодично переглядаються.
Додатково МОЗМ  періодично залучає експертів  із законодавчо регульованої метрології для написання експертних доповідей (OIML Е). Експертні доповіді призначені для надання інформації та порад і пишуться винятково з точки зору їх авторів без залучення Технічних Комітетів та Підкомітетів. Таким чином, вони можуть не представляти точку зору МОЗМ.
Публікації МОЗМ можуть бути скачані з вебсайту МОЗМ у форматі PDF.

## Система сертифікатів МОЗМ
Система сертифікатів МОЗМ є системою видачі, реєстрації та використання сертифікатів відповідності МОЗМ і відповідних звітів про оцінки типу МОЗМ для типів засобів вимірювання, які спираються на вимоги Рекомендацій Міжнародної організації законодавчої метрології. Це добровільна система, що спрямована на сприяння, прискорення і гармонізацію робіт національних та регіональних органів, які затверджують типи засобів вимірювань, що підлягають законодавчому регулюванню в рамках країн-членів МОЗМ та країн-спостерігачів. Таким чином, виробники приладів, яким потрібно одержати затвердження типу в певних країнах, в яких вони хотіли б продавати свою продукцію, можуть одержати підтвердження, що тип їх засобу  відповідає вимогам відповідних Рекомендацій МОЗМ. Система також може сприяти розвитку виробництва, маркетингу та використанню засобів вимірювань, що відповідають вимогам МОЗМ, щодо засобів вимірювальної техніки, які  не підлягають законодавчому регулюванню.
Країни-члени, які обирають реалізацію системи, повинні гарантувати, що документально підтверджені процедури з роботи, нагляду і контролю за системою, включаючи апеляції, встановлені і відповідають національному законодавству та вимогам OIML B3.
Виробник або його представник може подати заявку на оцінку типу і сертифікацію в призначений орган  в будь-якій країні-члені МОЗМ, що бере участь у системі. Сертифікат відповідності МОЗМ в добровільному порядку може бути прийнятий національною метрологічною службою або відповідальним національним органом будь-якої країни.

## Україна в МОЗМ
Україна бере участь в роботі МОЗМ як спостерігач з 1997 року. За станом на лютий 2021 року Україну в МОЗМ представляє директор департаменту технічного регулювання Міністерства економічного розвитку і торгівлі України.
Не дивлячись на те, що Україна довгий час не була країною-членом МОЗМ, а лише спостерігачем,  Документи (OIML D) і Рекомендації МОЗМ (OIML R) досить широко використовувалися в Україні. Зокрема, Закон України "Про метрологію та метрологічну діяльність" значною мірою враховує принципи OIML D 1  як щодо формування метрологічної інфраструктури, так і щодо здійснення метрологічного контролю та нагляду. Значна частина Документів та Рекомедацій МОЗМ впроваджені в Україні як гармонізовані стандарти ДСТУ OIML D або ДСТУ OIML R відповідно, наприклад, ДСТУ OIML D 18:2008 тощо.
Повноправним членом МОЗМ Україна стала 3 квітня 2021 р.